# Frieth
Frieth är en by i Buckinghamshire i England. Byn är belägen 45 km 
från Buckingham. Orten har 547 invånare (2015).